# Wegweiser (Meilendorf Südwest)

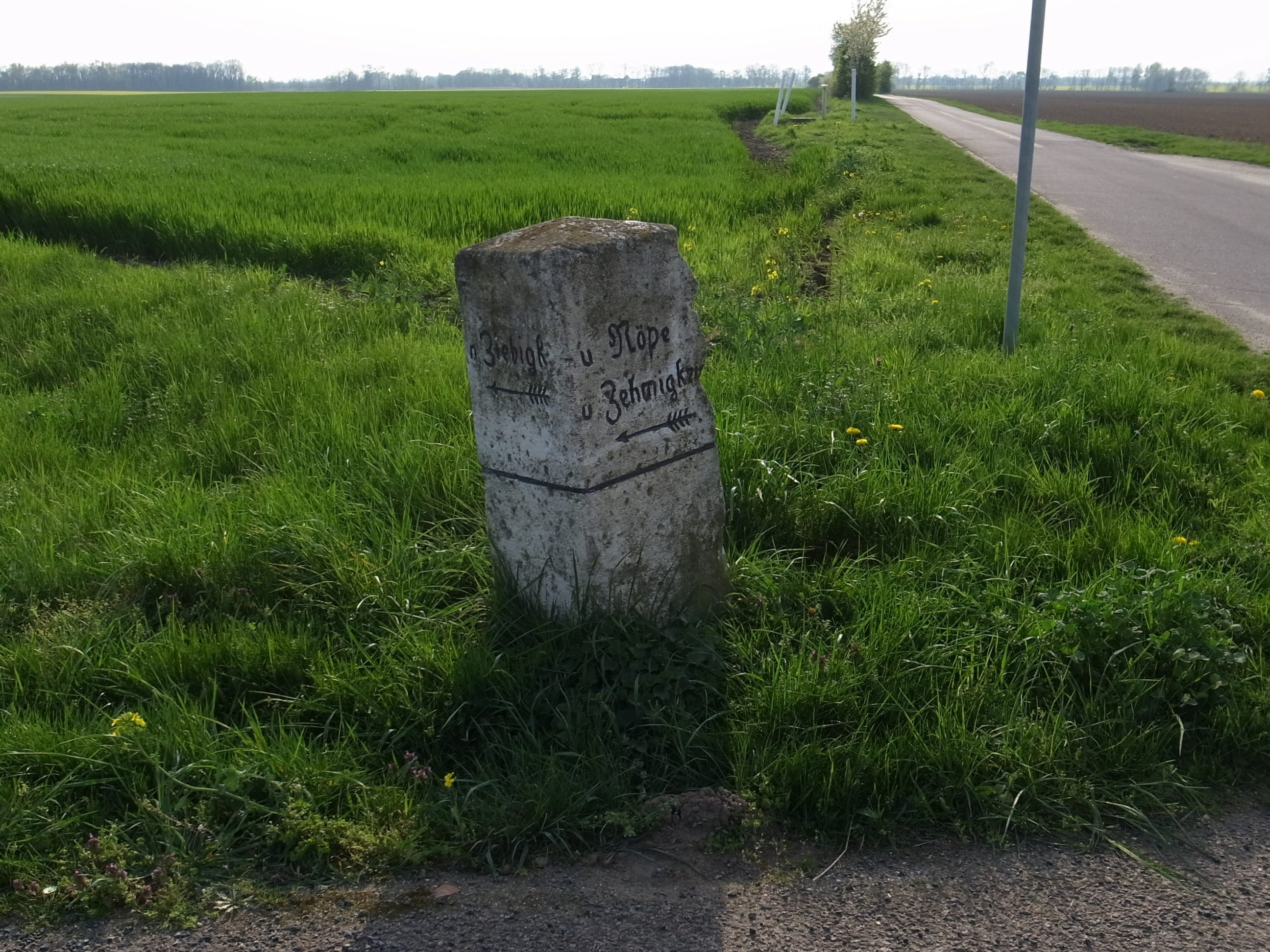
Wegweiser südwestlich von Meilendorf

Der Wegweiser südwestlich von Meilendorf ist ein Kleindenkmal in der Stadt Südliches Anhalt im Landkreis Anhalt-Bitterfeld in Sachsen-Anhalt.
An der Kreisstraße 2077 südwestlich von Meilendorf steht an einer Straßenabzweigung ein Wegweiserstein. Er weist zum einen nach Ziebigk, zum anderen nach Repau und Zehmigkau. Im Gegensatz zu den beiden anderen Orten wurde Repau stark abweichend geschrieben, nämlich Röpe. Ob das ein Hinweis auf ein höheres Alter ist, kann nicht abschließend beurteilt werden. Repau war zunächst sächsische und ab dem Jahr 1815 preußische Exklave in Anhalt. Vielleicht handelt es sich also auch nur um eine falsche Schreibweise, zumal man sogar Nöpe lesen könnte.
Die Tatsache, dass auch Zehmigkau erwähnt wird, könnte ebenfalls ein Beleg für ein höheres Alter des Steins sein, da schon auf dem Messtischblatt 2387 Quellendorf (Aufnahme 1852, hrsg. Berlin 1872) kein nach Norden abzweigender Weg zu erkennen ist. Schon damals war der Weg scheinbar durch einen Steinbruch gekappt worden. Da der Stein somit ein wichtiges Verkehrsdenkmal darstellt, steht er unter Denkmalschutz und trägt im Denkmalverzeichnis die Erfassungsnummer 094 70223.
Nach Auskunft von Anwohnern wurde der Stein umgefahren und unvollständig wieder aufgestellt. Als Richtungsanzeiger dienen Pfeile mit Federn.